# كاثرين مور
كاثرين مور (بالإنجليزية: Catherine Lucille Moore )‏ (و. 1911 – 1987 م) هي كاتِبة، وكاتبة سيناريو، وروائية، وكاتبة خيال علمي أمريكية، ولدت في إنديانابوليس، توفيت في هوليوود، عن عمر يناهز 76 عاماً، بسبب مرض آلزهايمر.

## التعليم
تعلمت في جامعة كاليفورنيا الجنوبية.

## أعمالها
- قصة شامبلو، قصة قصيرة.

## جوائز
حصلت على جوائز منها:
- عضوية قاعة مشاهير الخيال العلمي والفانتازيا [الإنجليزية]‏ (1998).

## وصلات خارجية
- كاثرين مور على موقع IMDb (الإنجليزية)
- كاثرين مور على موقع أول موفي (الإنجليزية)
- كاثرين مور على موقع قاعدة بيانات الأفلام السويدية (السويدية)
- كاثرين مور على موقع قاعدة بيانات الفيلم (الإنجليزية)